# دوايت مكدونالد
دوايت مكدونالد (بالإنجليزية: Dwight McDonald)‏ هو لاعب كرة قدم أمريكية أمريكي، ولد في 24 مايو 1951 في نيكسون في الولايات المتحدة.

## وصلات خارجية
- دوايت مكدونالد على موقع مرجع كرة القدم المحترفة.كوم (الإنجليزية)